# Nils Seethaler
Pour les articles homonymes, voir Seethaler.
 (novembre 2022).
La mise en forme du texte ne suit pas les recommandations de Wikipédia : il faut le « wikifier ».
Les points d'amélioration suivants sont les cas les plus fréquents :
- Les titres sont pré-formatés par le logiciel. Ils ne sont ni en capitales, ni en gras.
- Le texte ne doit pas être écrit en capitales (les noms de famille non plus), ni en gras, ni en italique, ni en « petit »…
- Le gras n'est utilisé que pour surligner le titre de l'article dans l'introduction, une seule fois.
- L'italique est rarement utilisé : mots en langue étrangère, titres d'œuvres, noms de bateaux, etc.
- Les citations ne sont pas en italique mais en corps de texte normal. Elles sont entourées par des guillemets français : « et ».
- Les listes à puces sont à éviter, des paragraphes rédigés étant largement préférés. Les tableaux sont à réserver à la présentation de données structurées (résultats, etc.).
- Les appels de note de bas de page (petits chiffres en exposant, introduits par l'outil «  Source ») sont à placer entre la fin de phrase et le point final[comme ça].
- Les liens internes (vers d'autres articles de Wikipédia) sont à choisir avec parcimonie. Créez des liens vers des articles approfondissant le sujet. Les termes génériques sans rapport avec le sujet sont à éviter, ainsi que les répétitions de liens vers un même terme.
- Les liens externes sont à placer uniquement dans une section « Liens externes », à la fin de l'article. Ces liens sont à choisir avec parcimonie suivant les règles définies. Si un lien sert de source à l'article, son insertion dans le texte est à faire par les notes de bas de page.
- La présentation des références doit suivre les conventions bibliographiques. Il est recommandé d'utiliser les modèles {{Ouvrage}}, {{Chapitre}}, {{Article}}, {{Lien web}} et/ou {{Bibliographie}}. Le mode d'édition visuel peut mettre en forme automatiquement les références.
- Insérer une infobox (cadre d'informations à droite) n'est pas obligatoire pour parachever la mise en page.

Pour une aide détaillée, merci de consulter Aide:Wikification.
Si vous pensez que ces points ont été résolus, vous pouvez retirer ce bandeau et améliorer la mise en forme d'un autre article.
Nils Seethaler, né le 18 août 1981 à Berlin, est un anthropologue culturel allemand qui s'intéresse aux collections historiques d'objets ethnologiques et aux restes humains (human remains).

## Biographie
Nils Seethaler est né à Berlin-Lichterfelde et passe sa jeunesse à Berlin et à Morschen dans le nord de la Hesse. En 1999, il est lauréat du Junges Literaturforum Hessen-Thüringen. Après avoir obtenu son baccalauréat à l'école Elisabeth Knipping-Schule de Kassel en 2000, Seethaler étudie l'ethnologie à la Freie Universität Berlin avec, entre autres, Georg Pfeffer et Markus Schindlbeck, la littérature avec Ulrich Profitlich et Volker Mertens et les sciences politiques avec Fritz Vilmar et Walter Rothholz. Depuis 2012, il coordonne les archives de la Société berlinoise d'anthropologie, d'ethnologie et de préhistoire au Centre archéologique des Musées d'État de Berlin. Seethaler est actif dans l'enseignement universitaire et extra-universitaire,.
Il donne régulièrement des conférences dans toute l'Allemagne, notamment sur des sujets d'art extra-européen, sur l'histoire de la recherche et des collections des musées et des instituts, mais aussi sur des thèmes plus larges de l'ethnologie et de l'histoire culturelle en général. Seethaler vit et travaille à Berlin. Il est marié et père d'une fille.

## Travaux de recherche
Seethaler a participé à de nombreux projets, notamment pour l'étude de collections ethnologiques historiques. Il s'agit en particulier de recherches sur la provenance des restes humains. Outre l'étude des éventuels contextes d'injustice dans les fonds de collection de l'époque coloniale et de l'époque nazie, il étudie l'histoire, les motifs et les mécanismes sociaux de la collecte, en particulier de biens culturels non européens, jusqu'à nos jours,. Ses recherches de provenance sur des crânes d'Australiens indigènes dans la collection anthropologique de la Berliner Gesellschaft für Anthropologie, Ethnologie et Préhistoire, et de Australie et Namibie dans les collections de la Charité dans le Charité human remains Project ont marqué le début d'une large réflexion sur l'origine des restes humains dans les musées et collections allemands. Ces recherches ont constitué une base pour l'élaboration d'une directive uniforme dans le traitement des restes humains dans les collections publiques en Allemagne.
En plus de son travail avec des collections historiques, il s'est occupé d'une série de recherches interdisciplinaires à l'interface des sciences humaines et des sciences naturelles,,. Il a organisé avec Carsten Niemitz et Benjamin P. Lange la 11e réunion annuelle Le comportement humain dans une perspective évolutionniste (MVE) à Berlin en 2010.

## Projets d'exposition
Seethaler a conseillé, organisé et dirigé de nombreux projets d'exposition dans des musées sur des thèmes ethnologiques, d'histoire de l'art et de sciences naturelles, entre autres Découverte de l'individu, „Objets de vénération“ et Le monde de Riemer'. Ces expositions ont notamment présenté des manières innovantes d'exposer des objets ethnologiques et de transmettre des contenus ethnologiques dans les musées. On doit essentiellement à son initiative la redécouverte et la remise en valeur du Musée d'ethnologie de Rostock disparu, ainsi que la conservation et la nouvelle conception de la Julius-Riemer-Sammlung à Lutherstadt Wittenberg.  (le seul musée ethnographique de Saxe-Anhalt) en tant qu'institution muséale, dont il a favorisé l'élargissement par l'entremise de donations de la collection Rainer Greschik.

## Projets de collection
Seethaler a entrepris plusieurs voyages de recherche et de collection en Australie, en Océanie, au Proche-Orient et à travers l'Europe. Lors de ces voyages de collecte, mais surtout grâce à des contacts avec des collectionneurs en Europe, aux États-Unis et en Australie, comme Rainer Greschik et Günter Hepe, il a rassemblé plusieurs milliers de pièces ethnologiques ; à cela s'ajoute une collection tout aussi vaste de photographies ethnologiques avec des exemples allant du XIXe siècle à nos jours. Des objets issus des collections rassemblées par Seethaler ont été envoyés dans différents musées, entre autres au Musée d'ethnologie de Berlin, au Musée des cultures européennes, au Musée des collections municipales de l'arsenal de Wittemberg, au musée d'État de Prusse-Orientale (de) à Lunebourg et à la collection Hermann-Bahner au musée Altes Rathaus à Langen (Hesse). Ils ont également fait l'objet d'études scientifiques par d'autres chercheurs.